# JNNモーニング
『JNNモーニング』（ジェイエヌエヌ モーニング）は、CS衛星放送のJNNニュースバード（現：TBS NEWS (CS放送)）とBSデジタル放送のBS-i（現：BS-TBS）で放映されていた朝のニュース番組である。なお、BS-iのみの独自タイトルとして『JNNモーニング i-NEWS』が使われていた。放送開始は『JNNイブニング』と同じく、2002年4月から。
同時期TBSでは、朝のテレビ情報番組『おはよう!グッデイ』を始めている。
2005年3月放送終了。
編成は基本的に「i-NEWS Morning」と同じであるが、ニュースバードからの送出であることを位置づけるために、先代ニュースバードのロゴを、7:00と8:00の毎正時に表示していた。また、BS-iではスタジオの背景をアスペクト比・16:9のハイビジョン画面で送出していた。

## 放送時間
- 2002.04/01～2003.03/28 … 06:00～09:00
- 2003.03/31～2005.3.25 … 06:00～07:00（本放送）、08:00～09:00（再放送）

## 出演

### メインキャスター
ニュースバード所属の女性キャスターが主に担当。
- 月曜日・木曜日・金曜日･･･菅原美千子
- 火曜日・水曜日･･･中澤有美子

### サブキャスター
こちらもニュースバード所属の7人の女性キャスター（8人という説もある）が交代で担当。ただし、曜日別には固定されていなかった。（五十音順）
- 江口桃子、小沢尚美、金井亜佐子、児玉良香、柴山延子、曽根純恵、中澤志月

### 気象キャスター
- 月曜日：森朗
- 火曜日・水曜日：江花純
- 木曜日・金曜日：大野治夫